# Star Mazda Championship 2009
Star Mazda Championship 2009 var ett race som kördes över tretton omgångar.

## Delsegrare
| Datum        | Bana           | Vinnare            |
| ------------ | -------------- | ------------------ |
| 20 mars      | Sebring        | Adam Christodoulou |
| 26 april     | Virginia       | Peter Dempsey      |
| 16 maj       | Miller         | Adam Christodoulou |
| 13 juni      | New Jersey     | Conor Daly         |
| 14 juni      | New Jersey     | Richard Kent       |
| 20 juni      | Milwaukee      | Anders Krohn       |
| 10 juli      | Iowa           | Peter Dempsey      |
| 25 juli      | Autobahn       | Peter Dempsey      |
| 26 juli      | Autobahn       | Peter Dempsey      |
| 16 augusti   | Trois-Rivières | Alex Ardoin        |
| 29 augusti   | Mosport Park   | Richard Kent       |
| 25 september | Road Atlanta   | Peter Dempsey      |
| 10 oktober   | Laguna Seca    | Adam Christodoulou |

## Slutställning
| Plats | Förare             | Poäng |
| ----- | ------------------ | ----- |
| 1     | Adam Christodoulou | 473   |
| 2     | Peter Dempsey      | 461   |
| 3     | Conor Daly         | 416   |
| 4     | Alex Ardoin        | 401   |
| 5     | Joel Miller        | 390   |
| 6     | Anders Krohn       | 380   |
| 7     | Richard Kent       | 377   |
| 8     | Caio Lara          | 360   |
| 9     | Jorge Goncalves    | 329   |
| 10    | Michael Furfari    | 329   |